# 木村重吉
木村 重吉（きむら じゅうきち、1901年3月11日 - 1963年11月20日）は、日本の実業家で、西日本鉄道社長を務めた。

## 来歴・人物
福岡県飯塚市出身。1923年に慶應義塾大学経済学部を卒業し、同年に九州電力の前身である九州水力電気に入社した。のちに西日本鉄道の前身である九州電気軌道に転職し、九州電気軌道、井筒屋、福博電車の各常務と西鉄の副社長を務め、1951年11月に西鉄に社長に就任した。西鉄クリッパーズが発足した時に初代球団社長に就任し、チームの育成に取り組んだ。1960年に九州朝日放送社長に就任した。
九州バス協会会長、福岡商工会議所副会頭、パリーグ総裁なども歴任し、九州財界の重鎮として活躍した。
1963年11月20日に直腸がんのために死去。62歳没。